# Test di Fermat
Il test di Fermat è un test di primalità basato sul piccolo teorema di Fermat. Esso è uno dei primi test di primalità trovati e, come gli altri test usati normalmente, si propone di verificare non se un numero intero positivo è primo, ma se un numero dato non è primo.
Infatti, dal teorema sappiamo che 
se {\displaystyle \exists ~a\in \mathbb {Z} }, tale che non valga {\displaystyle a^{n}\equiv a\mod n}, allora n non è primo.
Nulla si può dire, però, nel caso in cui tale proprietà sia verificata per qualche a, e perfino se è verificata da ogni a: n può comunque non essere primo. I numeri che, in base a, passano il test di Fermat sono detti pseudoprimi di Fermat, mentre quelli che lo passano per ogni a sono detti numeri di Carmichael: il più piccolo di questi è 561.

## Esempi

### Esempio 1
Un primo {\displaystyle p} passa il test per ogni base: ad esempio, preso p=7
{\displaystyle 2^{7}} = {\displaystyle 2^{1}} (per il teorema di Eulero) ≡ 2 (mod 7),
oppure, equivalentemente, {\displaystyle 2^{6}} = {\displaystyle 2^{0}} (per Eulero) ≡ 1 (mod 7)-
{\displaystyle 3^{7}} = {\displaystyle 3^{1}} (per Eulero) ≡ 3 (mod 7),
{\displaystyle 4^{7}} = {\displaystyle 4^{1}} (per Eulero) ≡ 4 (mod 7),
{\displaystyle 5^{7}} = {\displaystyle 5^{1}} (per Eulero) ≡ 5 (mod 7),
{\displaystyle 6^{7}} = {\displaystyle 6^{1}} (per Eulero) ≡ 6 (mod 7).

### Esempio 2
Se {\displaystyle n} non è un numero primo, allora esisteranno molte basi (almeno metà) in cui il test dà esito positivo: diciamo che {\displaystyle n} è uno pseudoprimo in base {\displaystyle a}. Ad esempio, per n=91 abbiamo che 91=13*7 (cioè {\displaystyle n} non è primo). Con a=3, però, vale che:
{\displaystyle 3^{90}} = {\displaystyle (3^{6})^{15}} ≡ 1 (per Eulero) (mod 7)
{\displaystyle 3^{90}} = {\displaystyle 3^{12*7+6}} ≡ {\displaystyle 3^{6}} (per Eulero)≡ 27*27 ≡ 1*1 =1 (mod 13)
Quindi, {\displaystyle 3^{90}} ≡ 1 (mod 91). 
Questo non vale, però, con a=2. 
Infatti, vediamo che:
{\displaystyle 2^{90}} = {\displaystyle 2^{12*7+6}} ≡ {\displaystyle 2^{6}} (per Eulero)≡ {\displaystyle 2^{4+2}} ≡ 16*4 ≡ 3*4 = -1 (mod 13).